# Pocari Sweat

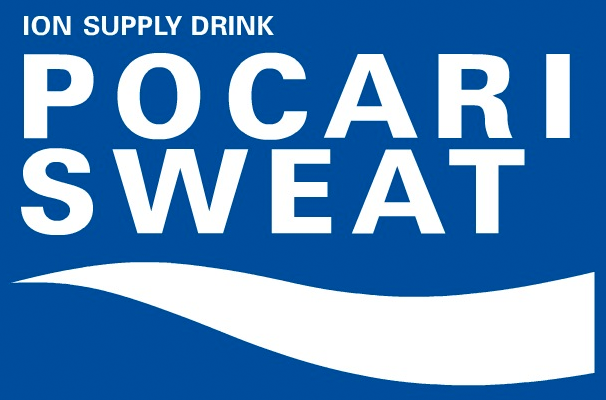
Pocari Sweat logo

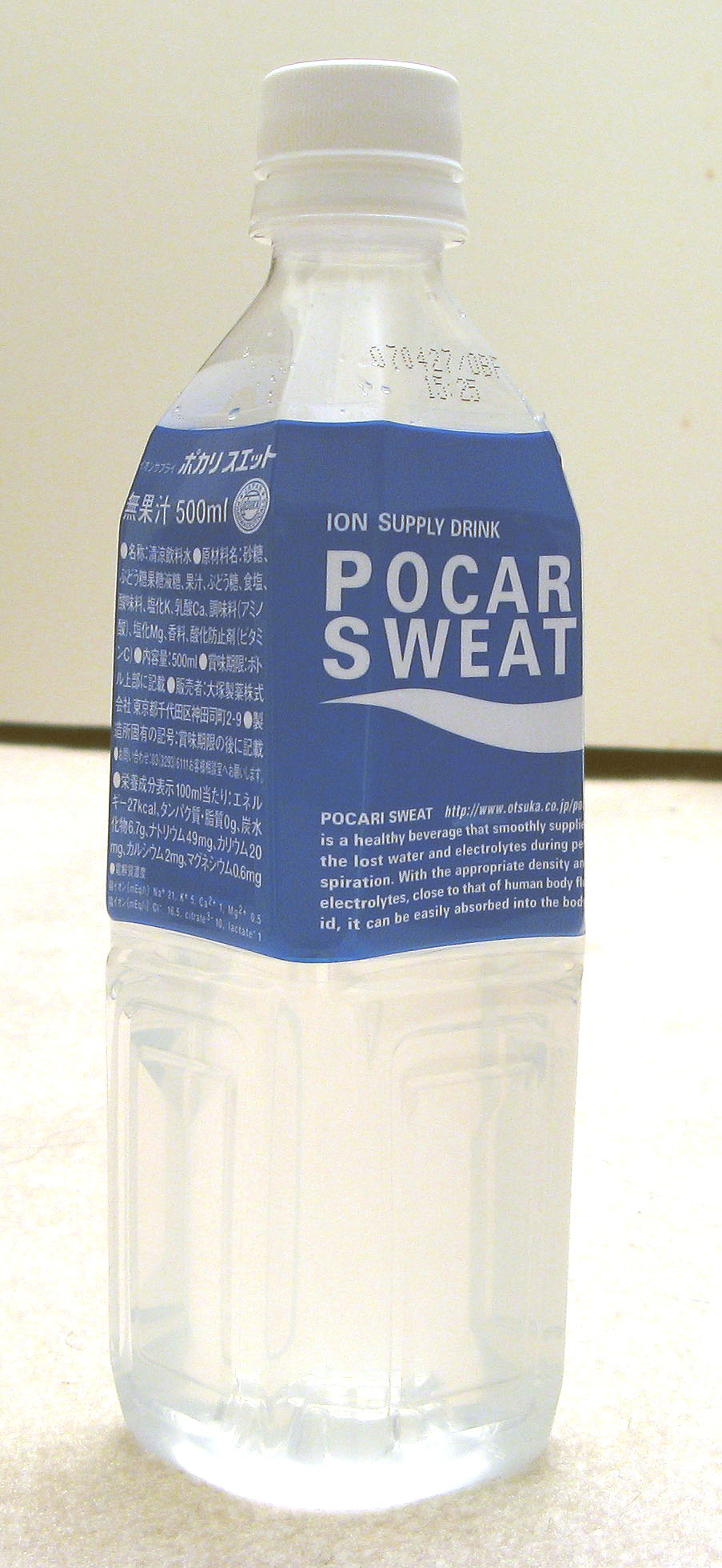
Fles met Pocari Sweat.

Pocari Sweat (Japans: ポカリスエット, Pokarisuetto) is een populaire Japanse frisdrank en sportdrank die in 1980 is ontwikkeld door de firma Otsuka Pharmaceutical.
De drank wordt gemaakt van water, steviol glycosides, smaakstoffen, zuren, natriumchloride, kaliumchloride, E327 en magnesiumcarbonaat (MgCO3). De drank wordt verkocht in blik en flessen van 29, 50 en 90 cl. De drank bestaat tevens in poedervorm. 
Pocari Sweat wordt ook geproduceerd en verdeeld in Hongkong, Zuid-Korea, Taiwan, Thailand, Indonesië en de Verenigde Arabische Emiraten. In het westen is de drank verkrijgbaar in de oosterse supermarkt. 